# The Fidelity Chessmaster 2100
The Fidelity Chessmaster 2100, spesso meglio noto come Chessmaster 2100, è un videogioco di scacchi pubblicato a partire dal 1988 per i computer Amiga, Apple II, Apple IIGS, Commodore 64, Macintosh e MS-DOS dalla The Software Toolworks.
È il secondo titolo della longeva serie di Chessmaster, dopo The Chessmaster 2000; fu seguito da The Chessmaster (1989) per console, mentre il primo seguito per computer che continuò la numerazione è The Chessmaster 3000 (1991).
Il motore scacchistico fu potenziato in collaborazione con la Fidelity Electronics, allora nota produttrice di scacchiere elettroniche, dalla quale il gioco prende una parte del nome (unico caso nella serie).

## Modalità di gioco
Alle due visualizzazioni bidimensionale e tridimensionale della scacchiera, già presenti nel predecessore, Chessmaster 2100 aggiunse una terza opzione detta War Room, che mostra una scacchiera bidimensionale più piccola, ma in contemporanea a pannelli informativi più dettagliati.
Anche nelle versioni non dotate di mouse i pezzi si possono muovere "afferrandoli" con un cursore a forma di mano, oltre che digitando le coordinate.